# NGC 6088
NGC 6088 ist eine gravitationell gebundene Doppelgalaxie, bestehend aus der 15,2 mag hellen Spiralgalaxie PGC 57383 (Hubble-Typ Sbc) sowie der 15,0 mag hellen elliptischen Galaxie PGC 57384 (Hubble-Typ E-S0). 
NGC 6088 befindet sich im Sternbild Drache  und wurde am 24. April 1789 von Wilhelm Herschel mit einem 18,7-Zoll-Spiegelteleskop entdeckt, der sie dabei mit „vF, vS, lE“ beschrieb.